# Плас-д’Альянс
Плас-д'Альянс (фр. Place d'Alliance) — площадь в центре Нанси, расположена рядом со знаменитой Плас-Станислас.

## История
По приказу Станислава Лещинского, герцога Лотарингии, французский архитектор Эммануэль Эре де Корни спланировал площадь Сан-Станислас, расположившуюся на территории бывшего герцогского огорода. Площадь имела форму квадрата, по периметру которого располагались роскошные особняки. В 1756 году французским королём Людовиком XV и императрицей Марией Терезией Австрийской (женой Франца I, императора Священной Римской империей и бывшего герцога Лотарингского) был подписан Договор об альянсе между Францией и Австрией. Вскоре после этого площадь была переименована в Плас-д'Альянс. По заказу Станисласа скульптор Поль-Луи Сиффле создал фонтан в честь Альянса.
В 1983 году Плас-д’Альянс вместе с Плас-Станислас и Плас-де-ла-Карьер как единый архитектурный комплекс был включён ЮНЕСКО в список мирового культурного наследия.

## См.также
- Площадь Станислава
- Плас-де-ла-Карьер